# Albarellos (Argentina)
Albarellos es una localidad del departamento Rosario, provincia de Santa Fe, Argentina.
Se sitúa a 205 km al sur de la ciudad de Santa Fe, y a 32 km de Rosario.

## Población
Cuenta con 324 habitantes (Indec, 2010), lo que representa un descenso frente a los 429 habitantes (Indec, 2001) del censo anterior.
| Gráfica de evolución demográfica de Albarellos entre 1991 y 2010 |
|                                                                  |
| Fuente: Censos nacionales del INDEC                              |

## Santa Patrona
- Nuestra Señora de Luján, festividad: 12 de octubre

## Historia
Este pueblo fundado por Esteban Dell'Elce cerca de una estación del ex Ferrocarril General Belgrano línea Buenos Aires - Tucumán, zona rica de cultivos de soja, trigo, maíz, papa, lino y lentejas y cría de ganado bovino. La parada se inauguró el 20 de diciembre de 1890 y Albarellos logró su propia comuna a partir del 13 de junio de 1934.

## Creación de la Comuna
- 13 de junio de 1934

## Parajes
- Paraje Radicci
- Paraje Teresita

## Geografía

### Clima
Su clima es húmedo y templado en la mayor parte del año. Se lo clasifica como clima templado pampeano, es decir que las cuatro estaciones están medianamente definidas.
Hay una temporada calurosa desde octubre a abril (de 18 °C a 36 °C) y una fría entre principios de junio  y la primera mitad de agosto (con mínimas en promedio de 5 °C y máximas promedio de 16 °C), oscilando las temperaturas promedio anuales entre los 10 °C (mínima), y los 23 °C (máxima). Llueve más en verano que en invierno, con un volumen de precipitaciones total de entre 800 y 1300 mm al año (según el hemiciclo climático: húmedo "1870 a 1920" y "1973 a 2020"; seco "1920" a 1973").
Casi no existen (de baja frecuencia) fenómenos climáticos extremos en Albarellos: vientos extremos, nieve, hidrometeoros severos. La nieve es un fenómeno excepcional; la última nevada fue en 2007, la penúltima en 1973; y la antepenúltima en 1918. El 9 de julio de 2007, nevó en la localidad. 
Un riesgo factible son los tornados y tormentas severas, con un pico de frecuencia entre octubre y abril. Estos fenómenos se generan por los encuentros de una masa húmeda y cálida del norte del país y una fría y seca del sector sur argentino.
Humedad relativa promedio anual: 76 %

### Sismicidad
El último terremoto fue a las 3.20 UTC-3 del 5 de junio de 1888 (ver Terremoto del Río de la Plata en 1888). La región responde a las subfallas «del río Paraná», y «del río de la Plata», y a la falla de «Punta del Este», con sismicidad baja; y su última expresión se produjo hace 136 años, con una magnitud aproximadamente de 5,0 en la escala de Richter

## Negocios
- Estación de servicio D'onofrio

## Escuelas de Educación Común y Adultos
- Escuela Coronel Juan Pascual Pringles, 33 alumnos.

## Entidades Deportivas
- Sportivo Albarellos Fútbol Club

## Futbolistas nacidos en Albarellos
- José Luis Giusti
- Ricardo Giusti

## Salud
Cuenta con un Hospital SAMCo.